# Зобня
Зобня — небольшая река в России, протекает в Ивановской области. Устье реки находится по левому берегу реки Пелжанка. Исток находится у села Билюково Ильинского района. Длина незначительна. Не судоходна.
На реке расположен единственный населённый пункт — село Билюково.